# Adelomyrmex marginodus
Adelomyrmex marginodus is een mierensoort uit de onderfamilie van de Myrmicinae. De wetenschappelijke naam van de soort is voor het eerst geldig gepubliceerd in 2012 door Longino.